# Кормчая книга
Ко́рмчая книга, Ко́рмчая (церк.-слав. ко́рмчїй, ст.‑слав. кръмьчии — рулевой), Пида́лион (греч. Πηδάλιον, Πηδαλίων — кормовое весло, кормило, рукоять кормила или руль), или Номокано́н (греч. Νομοκανών от греч. νόμος — закон, устав + греч. κᾰνών — канон, правило) — сборник церковных и светских законов, являвшихся руководством при управлении церковью и в церковном суде православных славянских стран. Кормчие книги написаны на старославянском и церковнославянском языках. Берут своё начало от византийского Номоканона, одного из источников византийского права. В составе Кормчих книг переписывались различные древние тексты, не имеющие к ним прямого отношения (Русская Правда и др.).
К середине XVIII века в славянских рукописях существовал целый ряд разнообразных изводов и редакций сборников церковных канонов. В этом отразилось как многообразие рукописной традиции греческих канонических текстов, так и особенности истории существования канонических сборников у южных славян и на Руси. Особенностью рукописной традиции являлось то, что новые типы канонических сборников не вытесняли полностью предыдущие, последние по-прежнему оставались известны, могли быть использованы, продолжали существовать и переписываться. Это создаёт определённую сложность для исследователей, поскольку  отдельный памятник может быть исследован только в контексте всей традиции.

## История и текстология
Славянская каноническая традиция пополнялась собраниями канонических текстов, которые были созданы в Константинопольской патриархии на протяжении многих веков её существования. Одновременно происходило и создание собственной традиции, включающей местные церковные и законодательные памятники.
Собрание (Синагога́) в L (пятидесяти) титулах (разделах) Иоанна III Схоластика было впервые переведено с греческого языка на славянский язык Мефодием Солунским в Великой Моравии. Этот сокращённый перевод получил в науке название Номоканона Мефодия и сохранился в Устюжской кормчей XIII—XIV веков и Иоасафовской кормчей XVI века.
Следующий этап — появление перевода Собрания (Синтагмы) в XIV титулах. Полный перевод канонов на славянский язык известен в составе Ефремовской кормчей первой половины XII века (предположительно) с восполнениями XIII века. Историками были выявлены и более поздние списки, в которых каноны и статьи содержатся в том же переводе, что и в Ефремовском. Эти списки получили название Древнеславянской редакции. По вопросу о месте и времени перевода этой редакции существует две гипотезы: А. С. Павлов и Л. В. Милов считали, что Кормчая была переведена на Руси, Я. Н. Щапов и К. А. Максимович — сторонники болгарского перевода.
Новый этап в истории славянских канонических сборников был связан с появлением толкований на каноны Алексея Аристина и Иоанна Зонары, которые были использованы при создании нового славянского свода.
Наиболее ранней славянской рукописью, содержащей преимущественно собрание канонов с толкованием Алексея Аристина, является Ило́вицкая кормчая 1262 года. Списки подобного состава (в 64 главах) получили название Сербской редакции или Законоправила святого Саввы. Этот памятник был создан в Сербии около 1225 года на основе византийских источников. В ряде списков имеются известия о святом Савве (архиепископе Савве I Сербском) как инициаторе создания Кормчей. Известно 11 южнославянских списков этой редакции. Наиболее ранний восточнославянский список Сербской редакции — Рязанская кормчая 1284 года. Особенностью данной редакции является её необычная каноническая часть: сочетание толкований и Алексея Аристина, и Иоанна Зонары, не выявленное в греческих рукописях.
В 1274 году на церковном соборе во Владимире (ряд исследователей считают, что это событие произошло в Киеве на год раньше) митрополит Кирилл предложил в качестве руководства для управления церковью присланную ему из Болгарии Кормчую книгу — Законоправило святого Саввы.
Древнеславянская и Сербская редакции стали основой для создания в 70-е годы XIII века на Руси Русской редакции Кормчей (по терминологии Я. Н. Щапова) или русского извода (по терминологии Л. В. Мошковой).
Выдержки из одного из первых сборников епитимий Номоканона Иоанна Постника вошли в состав Устюжской кормчей и Мазуринской кормчей, Харьковского списка Волынского извода.
С конца XIII века переводы византийских Номоканонов в русской переработке получили название Кормчие книги. На Руси они дополнялись нормами светского права.
В XIII веке появилась ещё одна разновидность Кормчей, где некоторые элементы болгарских и сербских Кормчих книг были сведены воедино. Эта так называемая Софийская, или Синодальная, редакция (получившая название по месту обнаружения в Софийском соборе Новгорода и хранившаяся затем в Синодальной библиотеке в Москве) дополнена была и русскими статьями: Русской Правды, церковными уставами князей Владимира и Ярослава, правилами Владимирского собора 1274 года и др. Синодальная кормчая получила широкое распространение и дошла до нас в большом количестве списков. Синодальная кормчая конца XIII века является древнейшей сохранившейся рукописью, содержащей запись о призвании варягов, помещённую в начале «Летописца вскоре» константинопольского патриарха Никифора, дополненного кратким русским летописцем. Также в этой кормчей находится древнейший известный список Русской Правды (в Пространной редакции).
В конце XV — начале XVI века Кормчие книги из-за значительного числа разночтений подверглись пересмотру. В 1650 году в типографии была издана так называемая Иосифовская кормчая, основанная на Законоправиле Святого Саввы, в 1653 году — Никоновская (по имени патриархов Иосифа и Никона). Некоторые исследователи полагают, что не было двух отдельных изданий 1650 и 1653 годов, а происходил многолетний непрерывный редакционный процесс. Этим объясняется малое число известных экземпляров, считающихся принадлежащими изданию 1650 года. В 1787 году издана так называемая Екатерининская кормчая. Последнее синодальное издание Кормчей книги было произведено в 1816 году.
С 1839 года вместо во многом устаревшей Кормчей книги начала издаваться Книга правил, представляющая собой сборник единых поместных канонов (правил) Русской православной церкви и древних канонов, принятых на Вселенских соборах. Книга правил является основным источником канонического права РПЦ.
Единоверцы переиздали Иосифовскую кормчую в 1898 году.
Старообрядцы переиздали Иосифовскую кормчую в 1912—1913 гг. в приложении к журналу «Церковь» и в 1914 году с добавлением некоторых статей по рукописным источникам XVI века в «Христианской типографии при Преображенском богаделенном доме в Москве».
Переиздание 1912—1913 годов было факсимильно воспроизведено издательством «Воскресение» (Спб.) под титулом «Кормчая (Номоканон). Отпечатана с подлинника Патриарха Иосифа».
Кроме того, существует несколько научных изданий старых Кормчих.

## Состав

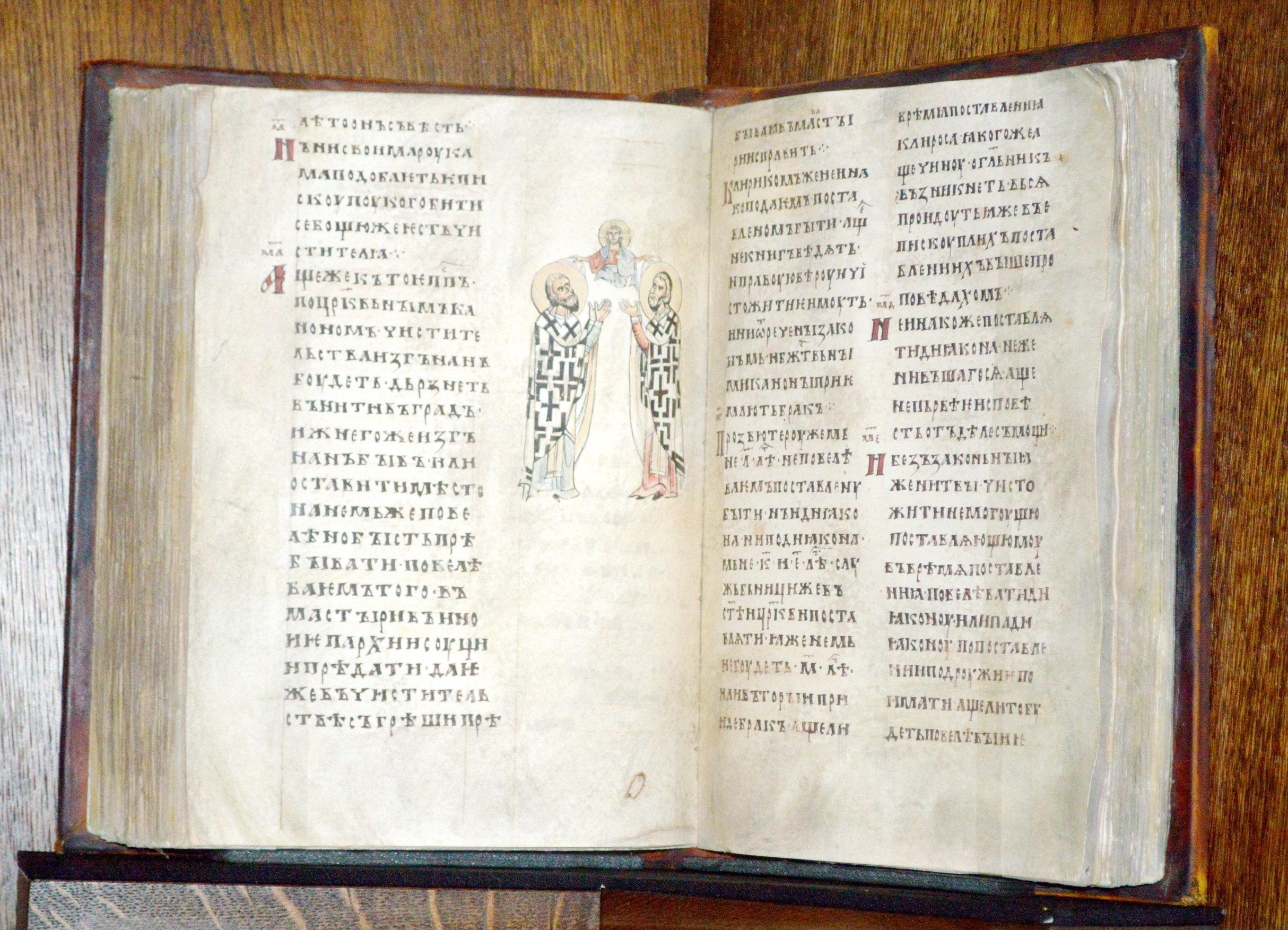
Кормчая. Новгород, 13 век

Основой наиболее существенной канонической части являлись постановления Вселенских и поместных соборов и отцов церкви, которые были переведены как в полном, так и в синоптическом виде. Кроме того, создавались собрания, в которых соборные каноны составляют лишь незначительную часть, а основная часть занята местными правилами. Для славянских книжников граница между подлинными и апокрифическими или псевдоэпиграфическими произведениями отцов была трудно установима, поэтому последние пополняли канонические собрания. Далеко не вся греческая каноническая традиция была переведена в XVII веке на славянский язык.
Императорское законодательство в славянской традиции было востребовано далеко не полностью. Это объясняется различием в правовых системах, наличием у славян собственной правовой традиции. Тем не менее, сборники, имевшие практическое значение в Византии — Эклога и Прохирон — были переведены на славянский язык и вошли в состав Кормчих. Было переведено Собрание в 87 главах, включающее Новеллы Юстиниана, относящиеся к деятельности Церкви. Были переведены также Новеллы Алексея Комнина, относящиеся к браку (XI век). Во второй половине XVII века была переведена Исагога, содержащая важные для византийской культуры идеологические установки, определявшая место царя и патриарха. Широко распространённые и важные для церковной традиции Новеллы Исаака Комнина и других императоров остались не переведёнными. Не были переведены и Василики (IX век). Это связано с тем, что целенаправленной работы в области перевода императорского законодательства на славянский язык не велось.
Помимо канонов и законов, канонические сборники включают разнообразный дополнительный материал, составляющий в них порой большую часть, чем сами каноны. Сюда относятся в первую очередь сведения по истории Вселенских соборов. Особый блок составляют антиеретические памятники. С XIII века почти неизменной составляющей являлись антилатинские статьи, появившиеся в составе Сербской редакции.
Канонические сборники пополнялись и разного рода историческими и энциклопедическими сведениями, необходимыми для церковной деятельности. Часть такого материала бралась непосредственно из греческих канонических сборников, например, Послания Анастасия Синаита в списке Ефремовской редакции, другая — переходила из других переводных славянских сборников.

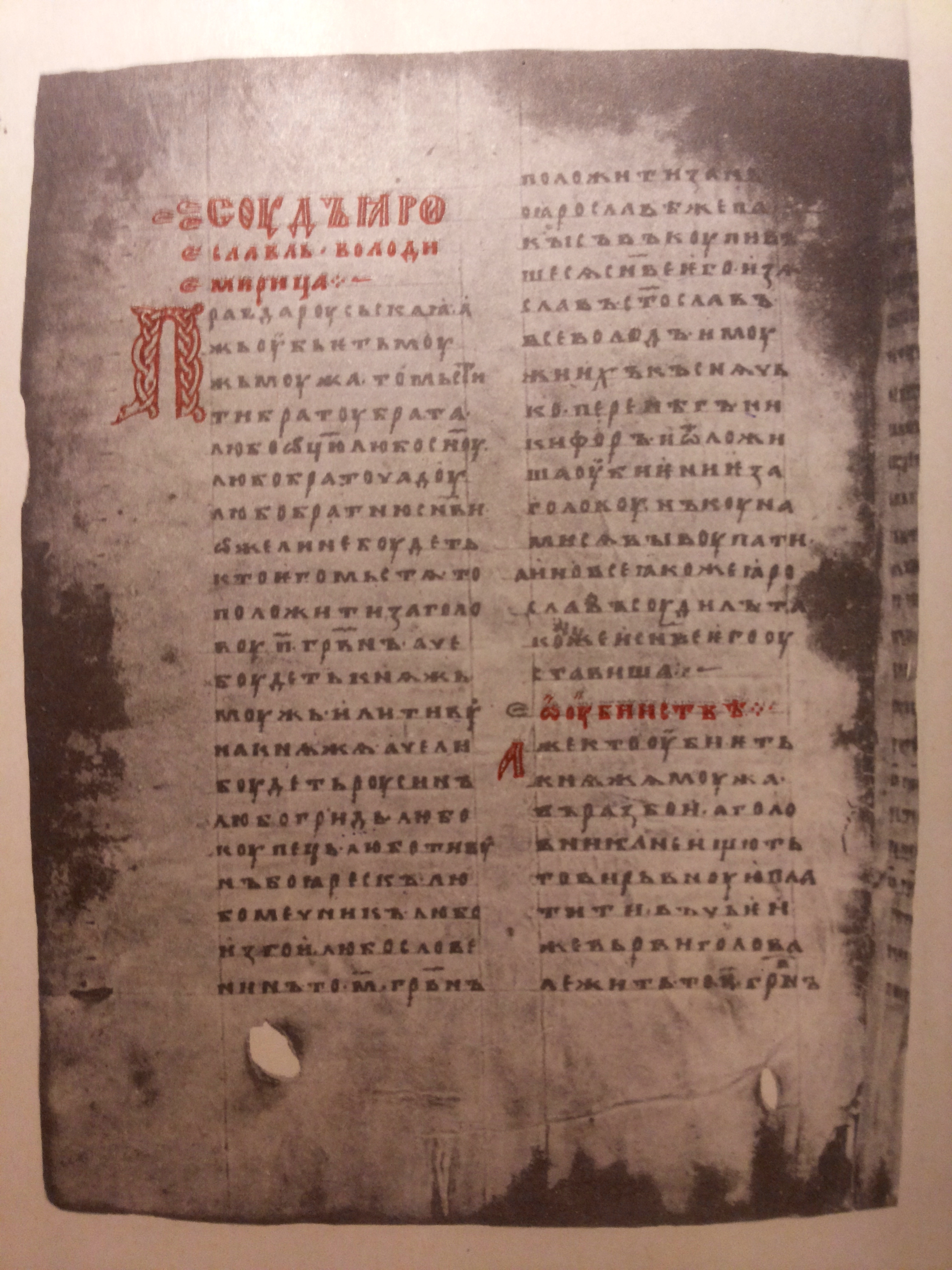
Страница из древнейшего сохранившегося списка Русской Правды (Пространной редакции) в Синодальной кормчей

Славянские сборники включали в себя постановления и послания местных иерархов и памятники законодательства — так, Русская Правда вошла уже в Новгородско-Синодальную Кормчую 1282 года. Это связано с особой ролью новгородского архиепископа, осуществлявшего судебные функции. В сербской традиции Законник Стефана Душана сопровождался выборкой из Алфавитной Синтагмы Матфея Властаря. В состав Устюжской кормчей и Кормчей русского извода вошёл наиболее ранний славянский законодательный памятник — Закон судный людем.
Особую группу составляют сочинения славянских, в том числе русских, авторов, включённые в канонические сборники. В Кормчие вошли далеко не все канонические послания русских митрополитов. Можно говорить о существовании устойчивого блока, включавшего в себя правила митрополита Иоанна, «Вопрошание» Кирика Новгородца («Вопрошание Кириково»), Правила митрополита Кирилла, которые входят как в состав Кормчих, так и в состав других сборников. Ряд списков на последних листах содержит послания митрополитов, обращённые в разные города.

## Некоторые Кормчие
- Дечанская кормчая
- Древнеславянская кормчая XIV титулов
- Екатерининская кормчая
- Ефремовская кормчая
- Ило́вицкая кормчая
- Иосифовская кормчая
- Морачская кормчая
- Никоновская кормчая
- Пчинская кормчая
- Расская кормчая
- Рязанская кормчая
- Сербская кормчая
- Синодальная кормчая
- Новгородская кормчая 1282 года

## Издания
- Палеографический снимок текста Русской правды по новгородской Кормчей книге XIII века / Скопир. с подлинника студентами Ист.-филол. фак. Имп. с-петерб. ун-та под рук. И. И. Срезневского. — СПб. : Тип. Якобсон, 1888. — III, 26 с.
- Мазуринская кормчая: Памятник межславянских культурных связей XIV—XVI вв.: Исследование. Тексты. — М.: Индрик, 2002. — 853 с.
- Кормчая. Напечатана с оригинала патриарха Иосифа. — М.: Журнал «Церковь», 1912 (1650). — 1481 с. Часть 1. Часть 2. Часть 3. Часть 4. Часть 5. Часть 6. Часть 7. Часть 8. Часть 9. Часть 10. Часть 11. Часть 12. Часть 13. Часть 14.